# Boarmia fulvipicta
Boarmia fulvipicta là một loài bướm đêm trong họ Geometridae.